# パラアルデヒド
パラアルデヒド（Paraldehyde）は、アセトアルデヒドの環状の三量体である。これは、正式には1,3,5-トリオキサンの誘導体である。アセトアルデヒドの環状の四量体は、メタアルデヒドという。パラアルデヒドは、無色の液体で水にやや溶けにくく、アルコールに良く溶ける。パラアルデヒドは、空気中で徐々に酸化され、茶色に変色し、アセトアルデヒドの臭いを発する。パラアルデヒドは、ほとんどのプラスチックやゴムとすぐに反応する。
パラアルデヒドは、ウィルデンブッシュによって1829年初めて合成された 。これは、工業や医療で使われている。